# 82. letalska brigada (JLA)
Za druge 82. brigade glejte 82. brigada.
82. letalska brigada je bila letalska brigada v sestavi Jugoslovanske ljudske armade.
Enota je bila nastanjena v Sloveniji pred in med slovensko osamosvojitveno vojno.

## Zgodovina
27. junija 1991 je 228. četa za ognjeno podporo Teritorialne obrambe (228. ČOP TO) z dvema minometoma napadla letališče. Izstrelili so 10 min, pri čemer sta dve lažje poškodovali eno vzletno-pristajalno stezo. Toda napad je imel velik psihološki učinek, saj so v pol ure letališče zapustila skoraj vsa letala; pristala so na letališču Pleso (Zagreb) in v Bihaću. 1. julija je letališče zapustilo še zadnjih pet letal, ki so odletela v Zadar.

## Organizacija
- štab
- 237. lovsko-bombniška eskadrilja (J-21 Jastreb, NJ-21 Jastreb)
- 238. lovsko-bombniška eskadrilja (J-22 Orao, NJ-22 Orao)
- 351. izvidniška letalska eskadrilja (J-21 Jastreb, IJ-22 Orao)